# Tanghongling Linchang (bondby i Kina, Heilongjiang Sheng, lat 48,36, long 129,18)
Tanghongling Linchang (kinesiska: 汤洪岭林场) är en bondby i Kina. Den ligger i provinsen Heilongjiang, i den nordöstra delen av landet, omkring 350 kilometer nordost om provinshuvudstaden Harbin. Antalet invånare är 379. Befolkningen består av 180 kvinnor och 199 män. Barn under 15 år utgör 5,0 %, vuxna 15-64 år 74 %, och äldre över 65 år 19,0 %.
Runt Tanghongling Linchang är det ganska glesbefolkat, med 40 invånare per kvadratkilometer. Närmaste större samhälle är Tangbei Linchang, 10,0 km nordväst om Tanghongling Linchang. I omgivningarna runt Tanghongling Linchang växer i huvudsak blandskog.
Genomsnittlig årsnederbörd är 1 017 millimeter. Den regnigaste månaden är juli, med i genomsnitt 253 mm nederbörd, och den torraste är januari, med 11 mm nederbörd.